# Juan José Guerra Abud
Juan José Guerra Abud (Toluca, 4 gennaio 1952) è un politico messicano, membro del Partito Verde Ecologista del Messico.
È stato Ministro dell'Ambiente e Risorse Naturali nel Governo di Enrique Peña Nieto.

## Biografia
Juan José Guerra Abud è un Ingegnere Industriale laureatosi presso l'università di Anáhuac, ha un master in economia ed ha ricoperto diversi incarichi sia nell'amministrazione pubblica che nell'iniziativa privata,  nel 1993 fu nominato Ministro dello Sviluppo Economico del Governo dello Stato del Messico, dall'allora Governatore Emilio Chuayffet e mantenne l'incarico anche dopo che quest'ultimo venne sostituito da César Camacho Quiroz. Nel 2000 fu nominato Presidente esecutivo dell'Associazione Nazionale dei Produttori di Autobus, Camion e Autocarri (ANPACT), ricoprendo questo ruolo fino al 2009, quando, essendo in lizza come candidato a deputato federale plurinominale dal PVEM, rinunciò all'incarico.
Eletto Deputato Federale plurinominale numero 1 della lista PVEM nella quinta circoscrizione, nella LXI legislatura dal 2009 al 2012, il 21 luglio del 2009 venne nominato coordinatore dei seggi del Partito Verde alla Camera dei Deputati.
Il 1 dicembre 2012 è stato nominato titolare del Ministero dell'Ambiente e delle Risorse Naturali dal Presidente Enrique Peña Nieto, concludendo il suo mandato il 27 agosto 2015.
Ha iniziato la sua carriera diplomatica come Titolare dell'Ambasciata del Messico in Italia il 18 gennaio 2016, rimanendo in carica fino al 30 novembre 2018. È stato ambasciatore concorrente in Albania, Malta e San Marino.